# Повалишин, Пётр Васильевич
Пётр Васи́льевич Повали́шин (1779 — 1852) — генерал-лейтенант флота, кавалер ордена Святого Георгия IV ст., участник второй и шестой коалиций наполеоновских войн, участник русско-турецкой войны 1806—1812 годов.

## Семья
Из рода Повалишиных, потомственных дворян Рязанской губернии.
Отец: Повалишин, Василий Матвеевич (род. 1729), капитан артиллерии, надворный советник, помещик с. Никитское Пронского уезда
Мать: Ершова Екатерина Андреевна
Братья и сестры:
- Повалишин Сергей Васильевич
- Повалишин, Андрей Васильевич (род. 1760[1], по др. данным 1765[3]) — генерал-лейтенант, участник Русско-турецкой войны 1787—1792, тайный советник, губернатор Астраханской губернии
- Повалишин, Александр Васильевич (1773—1822) — капитан-командор, участник русско-шведской войны 1788—1790 годов.
- Повалишин, Фёдор Васильевич (1775-25.03.1857) — полковник, ордена Святого Георгия IV ст., участник русско-турецкой войны 1806—1812 годов
- Повалишин Николай Васильевич (род. 1778)
- Повалишин Матвей Васильевич (род. 1782) - лейтенант, помещик Сапожковского уезда
- Повалишина Анна Васильевна (род. [29.03.1786-7.07.1816) - фрейлина Двора Их Императорских Величеств. Похоронена на городском кладбище в Павловске.

## Биография
1 мая 1791 года поступил в Морской кадетский корпус. Окончил учебное заведение в 1794 году с производством в гардемарины.
На корабле «Св. Николай» ходил в плавание в Финском заливе. В 1795 и 1796 годах, на корабле «Иона», в эскадре вице-адмирала Ханыкова, ходил к берегам Англии и крейсировал в Немецком море у острова Текселя.
Произведённый 9 мая 1796 года в мичманы, он в 1797 году на корабле «12 Апостолов» был в кампании у Красной Горки с флотом под штандартом императора Павла I. В 1798 году Повалишин ходил в плавание в Балтийском море. В 1799 и 1800 годах на корабле «Св. Александр Невский» совершил переход из Кронштадта к берегам Англии, где крейсировал с десантными войсками у голландских берегов. После этого он возвратился в Кронштадт. В 1801 и 1802 годах Повалишин снова ходил в плавание в Финском заливе.
В 1805 году на корабле «Уриил», в составе эскадры вице-адмирала Сенявина, совершил переход из Кронштадта до о. Корфу. 1 января 1806 года произведён в лейтенанты. На том же корабле и в составе той же эскадры ходил в плавание в Средиземном и Адриатическом морях и участвовал в осаде Рагузы. В 1807 году на том же корабле крейсировал в Архипелаге и участвовал в сражениях с турецким флотом в проливе Дарданеллы и у Афонской горы, после чего перешёл на рейд Триеста. В 1810 году Повалишин возвратился в Кронштадт. В 1812 и 1813 годах на корабле «Северная Звезда» перешёл из Кронштадта к берегам Англии, где крейсировал у голландских берегов и прикрывал высадки десантных отрядов против французов.
19 февраля 1814 года он был произведён в капитан-лейтенанты. С 1814 по 1821 на корабле «Северная Звезда» постоянно был в походах в Балтийском и Немецком морях. В 1817 году совершил переход от Кронштадта до Кале, откуда с последними русскими войсками возвратился из Франции обратно. В 1821 и 1823 годах командовал брандвахтенным бригом «Коммерстракс» на Кронштадтском северном фарватере. В 1825 году командовал невооружённым транспортом «Густав-Адольф» на Кронштадтском рейде.
7 января 1826 года произведён в капитаны 2-го ранга. В 1827 году командовал в Архипелаге 18-м флотским экипажем. В 1828 году, командуя кораблем «Кацбах», совершил переход из Архангельска в Кронштадт. 1 января 1829 года произведён в капитаны 1-го ранга. Командовал кораблем «Св. Георгий Победоносец» и 23-м флотским экипажем.
6 апреля 1835 года произведён в контр-адмиралы и назначен командиром 3-й бригады 2-й флотской дивизии. 6 декабря 1837 года переименован в генерал-майоры и командовал 1-й бригадой ластовых экипажей Балтийского флота, а 18 января 1850 года произведён в генерал-лейтенанты с увольнением от службы.
Умер 11 октября 1852 года в Москве.

## Награды
26 ноября 1816 года «За беспорочную выслугу в офицерских чинах, 18-ти шестимесячных морских кампаний» награждён орденом св. Георгия 4-й степени (№ 3255 по кавалерскому списку Григоровича — Степанова).